# 三分坂
座標: 北緯35度40分16.0秒 東経139度44分0.4秒 / 北緯35.671111度 東経139.733444度三分坂（さんぷんざか）は、東京都港区赤坂 (東京都港区)にある坂。「さんぶざか」の読みは誤り（後述）。

## 概要
TBS放送センターの裏手から、報土寺を回り込むように曲がっており、赤坂五丁目と七丁目の境界をなす。勾配がきつく、薬研坂と道続きになっている。

## 由来
江戸時代、坂が険しいがゆえ、人夫に支払う荷車の押し賃を、他の坂よりも銀3分ほど（さんぷん、現在の貨幣価値で100円程度）を多く支払ったためと伝えられる。なお、当時の「さんぶ」では、4分の3両を意味するので、読みの誤り。